# Ryan Regez
Ryan Regez (Interlaken, 30 gennaio 1993) è uno sciatore freestyle svizzero attivo principalmente nello ski cross, specialità nella quale ha vinto la medaglia d'oro alle Olimpiadi invernali di Pechino 2022.

## Palmarès

### Olimpiadi
- 1 medaglia:
  - 1 oro (ski cross a Pechino 2022)

### Mondiali
- 2 medaglie:
  - 2 ori (ski cross, ski cross a squadre a Engadina 2025)

### Coppa del Mondo
- Vincitore della Coppa del Mondo di ski cross nel 2022
- 16 podi:
  - 7 vittorie
  - 4 secondi posti
  - 5 terzi posti

#### Coppa del Mondo - vittorie
| Data             | Località             | Paese    | Specialità |
| ---------------- | -------------------- | -------- | ---------- |
| 16 febbraio 2019 | Feldberg             | Germania | SX         |
| 14 dicembre 2019 | Montafon             | Austria  | SX         |
| 25 gennaio 2020  | Idre Fjäll           | Svezia   | SX         |
| 19 dicembre 2021 | San Candido          | Italia   | SX         |
| 22 gennaio 2022  | Idre Fjäll           | Svezia   | SX         |
| 23 gennaio 2022  | Idre Fjäll           | Svezia   | SX         |
| 8 febbraio 2025  | Passo San Pellegrino | Italia   | SX         |

Legenda:

SX = ski cross